# 兴东镇
兴东镇是中华人民共和国江苏省泰州市兴化市下辖的一个镇。
2016年12月3日，江苏省人民政府批复同意撤销城东镇、西鲍乡，以原西鲍乡行政区域和原城东镇行政区域设立兴东镇，镇人民政府驻东鲍南村委会人民路9号。

## 行政区划
兴东镇下辖以下村级行政区划单位：
东鲍社区、东北村、东鲍南村、东鲍西村、腊树村、跃进村、西湖村、恒刘村、赵献村、联发村、孙唐村、新南村、钱戴村、塔头村、周蛮村、沈沟村、灶陈村、官河社区、牛陆庄村、肖垛村、胡杨村、西鲍村、沙陆村、窦泊村、平旺村、周家庄村、韩家村、朱庄村、巾荡村、张舍村、新王村、新民村、北贺村、高垛村和陆鸭村。